# Dohrighat
Dohrighat là một thị xã và là một nagar panchayat của quận Mau thuộc bang Uttar Pradesh, Ấn Độ.

## Địa lý
Dohrighat có vị trí 26°16′B 83°31′Đ / 26,26°B 83,52°Đ Nó có độ cao trung bình là 66 mét (216 feet).

## Nhân khẩu
Theo điều tra dân số năm 2001 của Ấn Độ, Dohrighat có dân số 10.245 người. Phái nam chiếm 52% tổng số dân và phái nữ chiếm 48%. Dohrighat có tỷ lệ 60% biết đọc biết viết, cao hơn tỷ lệ trung bình toàn quốc là 59,5%: tỷ lệ cho phái nam là 68%, và tỷ lệ cho phái nữ là 52%. Tại Dohrighat, 16% dân số nhỏ hơn 6 tuổi.